# Enterprise (Alabama)
Enterprise város az USA Alabama államában, Coffee és Dale megyében. Lakosainak száma 28 711 fő (2020. április 1.).

## Népesség
A település népességének változása:

| 2010 | 26 562 |
| 2020 | 28 711 |